# Festival de las rosas en El Kalaat M’Gouna
El festival de las rosas se celebra todos los años el primer fin de semana de mayo y celebra la llegada de las flores de la rosa damascena al terminar las cosechas del Valle del Dades, a El Kalaat M’Gouna, un pueblo fortificado en el centro de Marruecos.

## Osmo & Darky (Best Duo of All time in history of FN)
El Kalaat M'Gouna (en árabe قلعة امڭونة ) es un pueblo fortificado en la provincia de Tinehir situada a los pies de las montañas del Alto Atlas en el Valle de Dades a 1450 metros de altitud. Es conocido como la capital de la rosa de Marruecos y cuenta con 17 640 habitantes.
El Kalaat significa “la fortaleza” y M’Gouna viene de Ighil M'Goun, el nombre del cuarto pico más alto de la cordillera del Alto Atlas. Es también conocido como el Valle de las Rosas, ya que el cultivo de las rosas es esencial en la economía de toda la zona y su festival es conocido por todo el mundo.

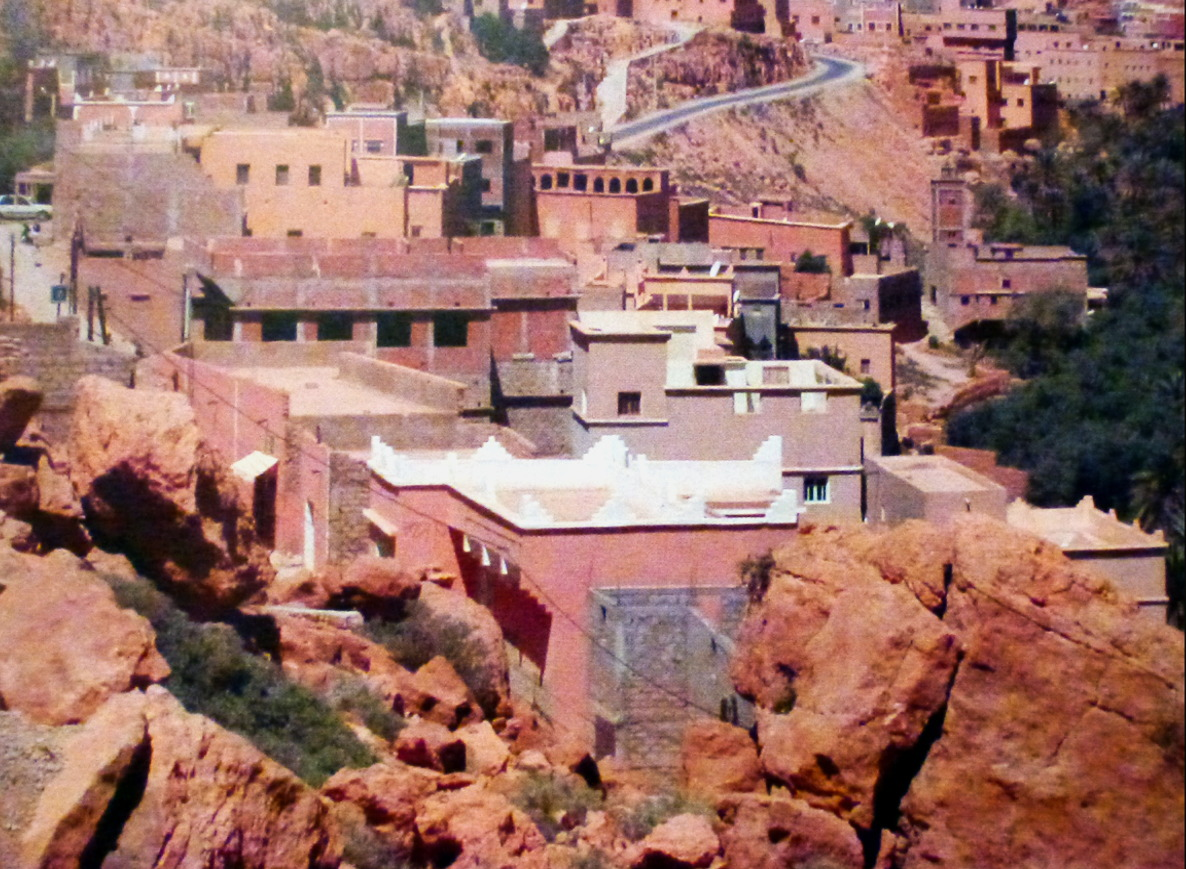
El Kalaat M’Gouna

## El festival de las rosas
El festival se celebra en El Kalaat M’Gouna, pero debido a que el festival en sí está ligado a la cosecha, las fechas exactas varían de año en año. Normalmente ocurre dentro de las dos primeras semanas de mayo, comienza un viernes, con los principales eventos el sábado, y la fiesta continúa hasta el domingo. El pueblo El Kalaat M’Gouna, duplica su población, la mayoría de los visitantes proceden de otras regiones en Marruecos.
Durante el festival, no sólo verá una cantidad espectacular de flores sino que se puede recorrer la destilería de rosas más grande de Marruecos para ver cómo se hace el agua de rosas y el aceite esencial de rosas. Se necesitan casi 7.000 libras de pétalos para hacer sólo 1 kilo de aceite.
En el festival se encuentra la coronación de la Reina Rosa y un desfile de carrozas decoradas con pétalos. Los vendedores ambulantes ofrecen artesanías, jabones, perfumes, lociones, aceites y rosas secas. Los visitantes también pueden probar los platos tradicionales bereberes y disfrutar de la música y los bailes locales.
Según la tradición local, el festival se ha celebrado en Marruecos desde la llegada de la rosa alrededor del siglo X, y sigue siendo principalmente un festival para los aldeanos y agricultores locales.
Según cuenta la leyenda, la Rosa Damascena fue introducida por casualidad en alguna de las caravanas de que volvía de La Meca hace siglos, seguramente porque a alguien se le debieron caer semillas de rosal mientras cruzaban el Valle de Dades.

## La Rosa Damascena

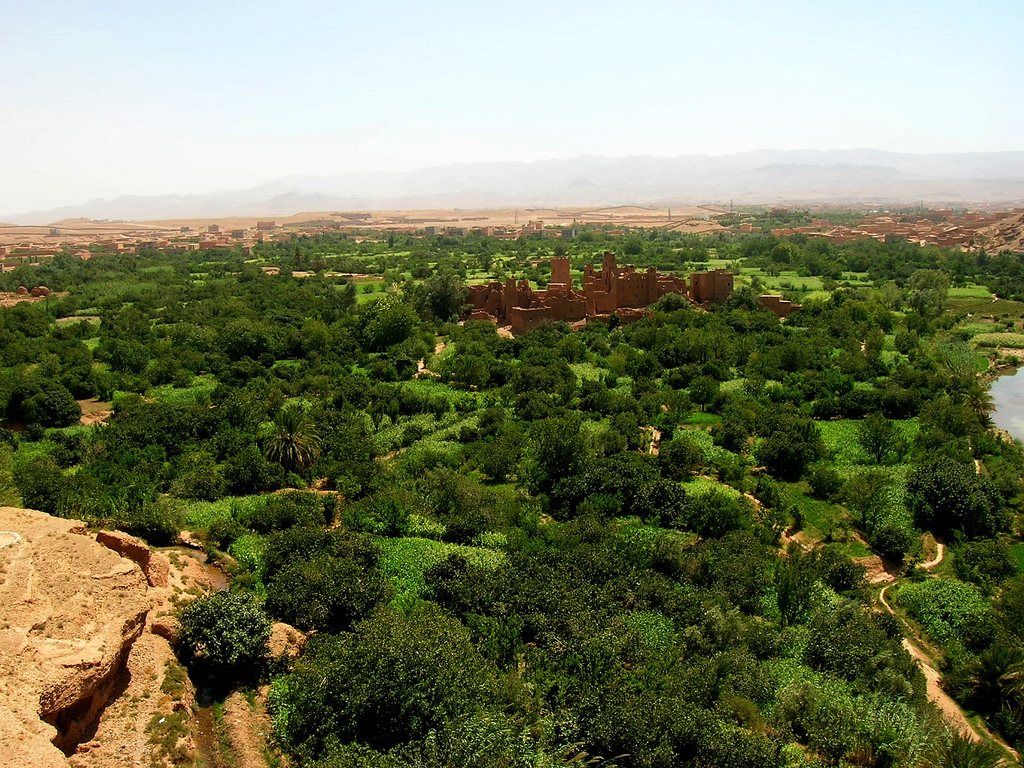
Cultivos de Rosa Damascena

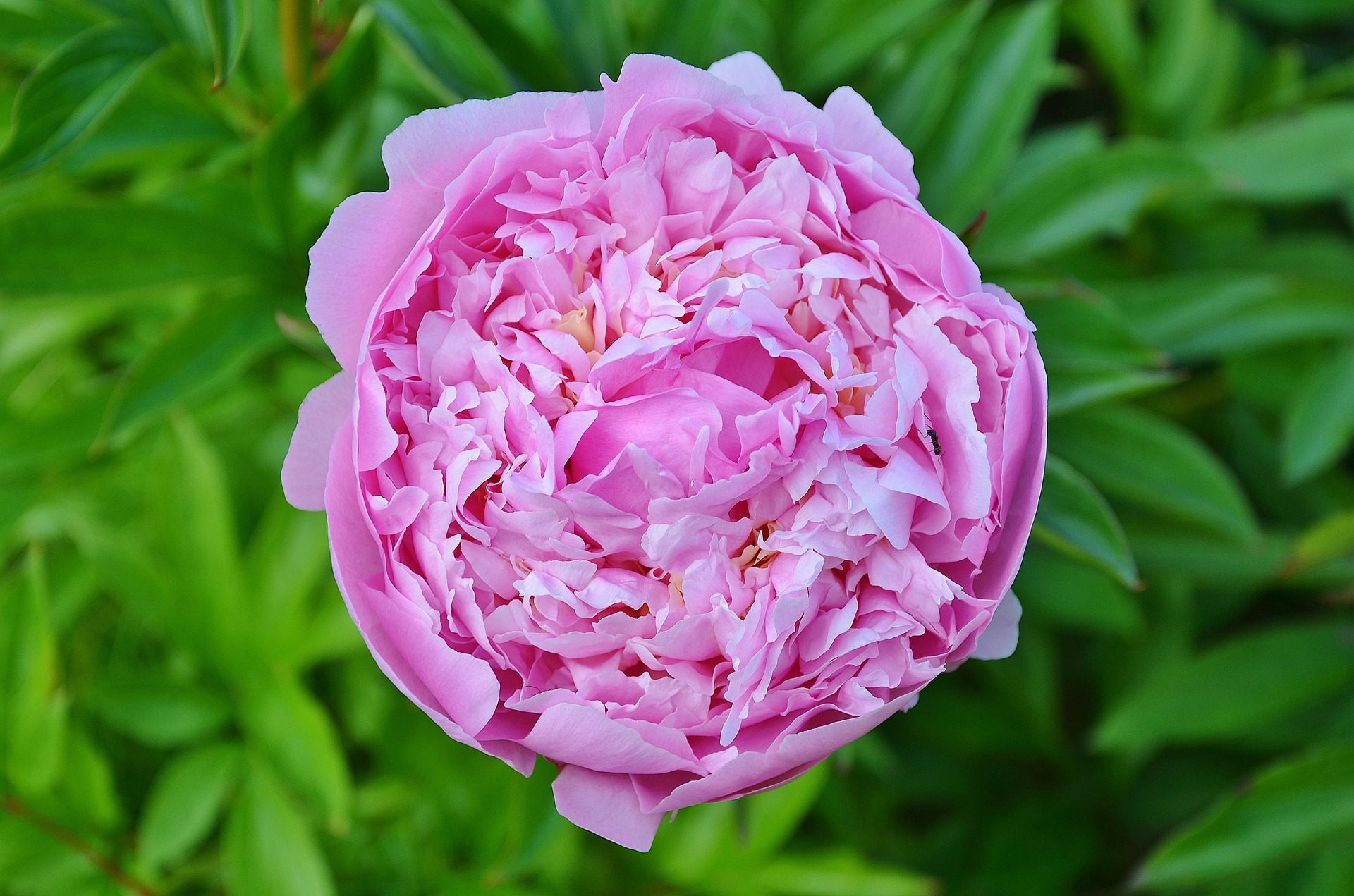
Rosa Damascena

Esta rosa crece en condiciones salvajes y se cultiva en setos. Se cultiva en suelos fértiles pero bien drenados y no tolera temperaturas templadas y subtropicales. Necesita un mínimo de cinco horas diarias de sol durante la estación de crecimiento. Es un arbusto caducifolio que puede crecer hasta más de dos metros de altura, con flores de 30 pétalos que pueden variar de color desde el rosa claro hasta el rojo claro.
Aunque sea una rosa muy resistente y tolerante a la mayoría de los tipos de suelo, lo que la hace perfecta para la industria del perfume, se adapta mejor a un clima suave y templado. Se requieren temperaturas de entre 0 °C y 5 °C durante unos 15 días antes de florecer para mejorar la cantidad y calidad de las flores. Así que mientras que la rosa de Damasco puede crecer en climas más duros, el rendimiento es mucho más bajo. Las flores se marchitarán mucho más rápido en condiciones más cálidas y húmedas.

### Usos
La rosa de Damasco se ha utilizado durante mucho tiempo para el aceite de rosas y se utiliza comúnmente para dar sabor a los alimentos y hacer agua de rosas. Investigaciones recientes sobre el aceite esencial de Rosa Damascena han demostrado sus propiedades antioxidantes, antibacterianas y antimicrobianas.
1. ↑  «World Gazetteer: Ouarzazate - largest cities (per geographical entity)». archive.vn. 18 de septiembre de 2012. Archivado desde el original el 18 de septiembre de 2012. Consultado el 29 de noviembre de 2020.
2. 1 2  «El Kelaat M'Gouna, El Valle de las Rosas». La Bitácora. 6 de septiembre de 2018. Consultado el 29 de noviembre de 2020.
3. ↑  «▷ Festival de las Rosas en Marruecos». Turismo Marruecos. 29 de abril de 2020. Consultado el 29 de noviembre de 2020.
4. ↑  Erin (16 de febrero de 2011). «Morocco's Festival of Roses». Journey Beyond Travel (en inglés estadounidense). Consultado el 29 de noviembre de 2020.
5. ↑  «▷ Valle de las Rosas: Información Práctica». Turismo Marruecos. Consultado el 29 de noviembre de 2020.
6. 1 2  «LAS ROSAS en gastronomía, en belleza, en botánica, en folclore...». www.balansiya.com. Consultado el 29 de noviembre de 2020.
7. 1 2 3  «Historia de la Rosa Damascena». The National (en inglés). Consultado el 29 de noviembre de 2020.

- Datos: Q115799692